# Doni
Doni, właśc. Donieber Alexander Marangon (ur. 22 października 1979 w Jundiaí) – brazylijski piłkarz grający na pozycji bramkarza. W swojej karierze reprezentował barwy takich klubów jak Liverpool oraz AS Roma. Doni jest wychowankiem brazylijskiego Botafogo.

## Kariera klubowa
Alexander Doni urodził się w mieście Jundiaí, leżącym w stanie São Paulo. Piłkarską karierę rozpoczął w klubie Botafogo, jednak nie mógł w tym klubie wywalczyć miejsca w podstawowym składzie. Trafił następnie do Corinthians Paulista. W Corinthians zadebiutował w lidze brazylijskiej w 2001 roku, gdzie miał być następcą legendy klubu, Didy. W całym sezonie rozegrał 9 meczów, a z drużyną zajął dopiero 18. miejsce w lidze. Jednak w 2002 roku był już podstawowym bramkarzem swojego zespołu. Rozegrał tam 30 spotkań ligowych, a Corinthians zagrało dużo lepiej niż w poprzednim sezonie i tym razem fazę zasadniczą sezonu zakończyło na 3 pozycji. W fazie play-off drużyna Doniego doszła aż do finału, w którym jednak dwukrotnie przegrała z Santosem FC, 0-2 i 2-3, zostając wicemistrzem Brazylii. Doni zagrał w obu finałowych meczach. Sezon 2003 był jednak znów dla Corinthians nieudany. Doni zagrał 26 meczów, a jego drużyna zajęła niską 15 pozycję w lidze.
W 2004 roku Doni stał się graczem Santosu, ale szybko odszedł z tego klubu nie zaliczając w nim żadnego meczu.
Trafił do Cruzeiro EC, ale i tu miał problemy z wywalczeniem miejsca w składzie. Rozegrał tylko 6 meczów ligowych.
Od nowego sezonu Alexander Doni znów był zawodnikiem innego klubu. Tym razem trafił do EC Juventude. W drużynie z miasta Caxias do Sul rozegrał tylko połowę sezonu (22 mecze ligowe).
31 sierpnia 2005 w ostatnim dniu okienka transferowego, ten utalentowany bramkarz trafił do Europy podpisując kontrakt z AS Romą. W zespole Romy zadebiutował 29 września w meczu Pucharu UEFA z Arisem Saloniki, natomiast w Serie A zadebiutował dopiero w 8 kolejce, 23 października w zremisowanych 1-1 derbach Rzymu z S.S. Lazio. Zagrał na tyle dobrze, że przekonał do siebie trenera Luciano Spallettiego i do końca sezonu wystąpił niemal we wszystkich meczach "giallo-rossich" (łącznie 28 meczów w lidze i 2 w Pucharze UEFA). Miał duży udział w pobiciu przez Romę rekordu kolejnych zwycięstw w lidze (11 kolejnych), a także w późniejszym wywalczeniu wicemistrzostwa Włoch (przyznane po sezonie, po ukaraniu odjęciem punktów Milanu, Juventusu i Fiorentiny).
W lipcu 2011 roku dołączył na zasadzie wolnego transferu do Liverpoolu F.C. i podpisał z tym klubem dwuletni kontrakt. W styczniu 2013 roku opuścił Liverpool po rozwiązaniu kontraktu za porozumieniem stron. Wkrótce potem został zawodnikiem Botafogo Ribeirão Preto. Później ujawniono, że latem 2012 roku Doni przeszedł blisko półminutowy atak serca.